# بر الصين الرئيسي

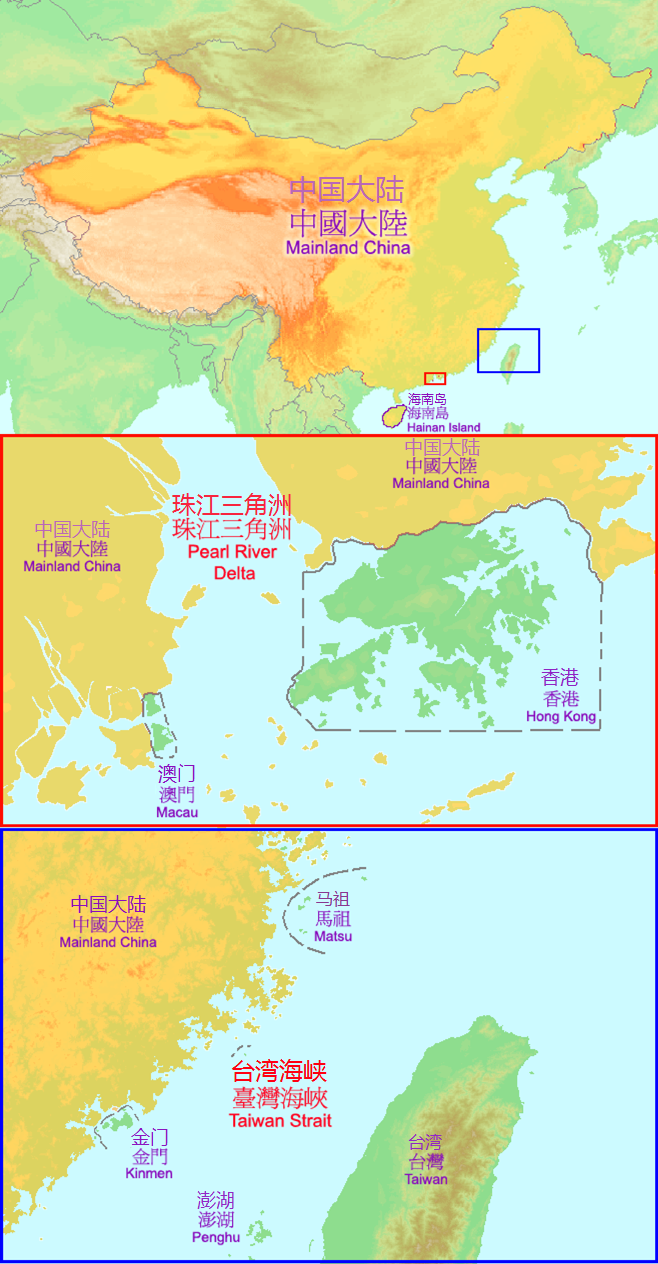

البر الصيني الرئيسي (الصينية المبسطة: 中国大陆؛ الصينية التقليدية: 中國大陸) أو «القارة الصينية» أو ببساطة «البر الرئيسي»، هو منطقة جيوسياسية خاضعة للولاية القضائية المباشرة لجمهورية الصين الشعبية (جمهورية الصين الشعبية) منذ 1 أكتوبر 1949 . وهي تشمل هاينان، وهي مقاطعة جزيرة في بحر الصين الجنوبي، لكنها تستثني المناطق الإدارية الخاصة (هونغ كونغ وماكاو)، على الرغم من أن كلاهما يقعان في الغالب على الكتلة الأرضية القارية الجغرافية («البر الرئيسي»)، والمنطقة المطالب بها تايوان.
المصطلح يشمل المناطق التي تديرها جمهورية الصين الشعبية، لكنها لا تشمل:
- دولة تايوان وبسكادورز كنمن وماتسو.
- المنطقتين اللتين تتمتعان بالحكم الذاتي عدا مسائل الأمن الوطني والتمثيل الدولي وهما:

1. هونغ كونغ.
2. ماكاو.

قانون إدارة الخروج والدخول لجمهورية الصين الشعبية (بالصينية: 中华人民共和国出境入境管理法) مصطلحين باللغة الصينية يتم ترجمتهما إلى «البر الرئيسي»:
في جمهورية الصين الشعبية، استخدام المصطلحين بالمعنى الدقيق للكلمة غير قابل للتبادل. للتأكيد على سياسة الصين الواحدة وعدم منح جمهورية الصين (ROC) «قدمًا متساوية» في العلاقات عبر المضيق، يجب استخدام المصطلح في السياقات الرسمية لجمهورية الصين الشعبية مع الإشارة إلى تايوان (حيث تشير جمهورية الصين الشعبية إلى نفسها على أنها «جانب البر الرئيسى» التعامل مع«جانب تايوان»). ولكن فيما يتعلق بهونج كونج وماكاو، تشير حكومة جمهورية الصين الشعبية إلى نفسها باسم «الحكومة الشعبية المركزية».
مصطلح «منطقة البر الرئيسي» هو المصطلح التكميلي لـ «المنطقة الحرة لجمهورية الصين» المستخدم في دستور جمهورية الصين من قبل حكومة جمهورية الصين.

## خلفية
في ثلاثينيات القرن الماضي، واجهت المنطقة غزوًا يابانيًا.  بحلول عام 1949، كان جيش التحرير الشعبي التابع للحزب الشيوعي الصيني قد هزم إلى حد كبير الجيش الثوري الوطني الكومينتانغ (KMT) في الحرب الأهلية الصينية في البر الرئيسي. أجبر هذا الكومينتانغ على نقل حكومة ومؤسسات جمهورية الصين إلى الأمان النسبي في تايوان، وهي جزيرة وُضعت تحت سيطرة جمهورية الصين بعد استسلام اليابان في نهاية الحرب العالمية الثانية في عام 1945. مع إنشاء جمهورية الصين الشعبية في 1 أكتوبر 1949، رأت الحكومة التي يسيطر عليها الحزب الشيوعي الصيني نفسها الحكومة الشرعية الوحيدة للصين،  تتنافس مع مطالبات جمهورية الصين، التي تقتصر سلطتها الآن على تايوان. وجزر أخرى. وأدى ذلك إلى الحالة التي حكومتين الموجودة شارك تتنافس على الشرعية الدولية والاعتراف ب «الحكومة الصينية».
ظهرت عبارة «الصين القارية» كمصطلح محايد سياسيًا للإشارة إلى المنطقة الخاضعة لسيطرة الحزب الشيوعي الصيني، ولاحقًا إلى إدارة جمهورية الصين الشعبية نفسها. حتى أواخر السبعينيات، تصورت كل من جمهورية الصين الشعبية وجمهورية الصين استيلاء عسكري على الأخرى. خلال هذا الوقت، أشارت جمهورية الصين إلى حكومة جمهورية الصين الشعبية باسم "قطاع الطرق الشيوعيين" (共匪) بينما أشارت جمهورية الصين الشعبية إلى جمهورية الصين باسم " شيانغ قطاع الطرق" (蒋匪؛蔣匪). في وقت لاحق، عندما أصبح الحل العسكري أقل جدوى، أشارت جمهورية الصين إلى جمهورية الصين الشعبية باسم "الصين الشيوعية" "(中共). مع التحول الديمقراطي في تايوان في التسعينيات، سرعان ما نمت عبارة «الصين القارية» لتعني ليس فقط المنطقة الواقعة تحت سيطرة الحزب الشيوعي الصيني، ولكن أيضًا وسيلة أكثر حيادية للإشارة إلى حكومة جمهورية الصين الشعبية؛ لا يزال هذا الاستخدام سائدًا من قبل حزب الكومينتانغ اليوم.
بسبب وضعها كمستعمرات لدول أجنبية أثناء إنشاء جمهورية الصين الشعبية في عام 1949، فإن عبارة «الصين القارية» تستثني هونغ كونغ وماكاو. منذ عودة هونغ كونغ وماكاو إلى السيادة الصينية في 1997 و1999 على التوالي، احتفظ الإقليمان بأنظمتهما القانونية والسياسية والاقتصادية. للأراضي أيضًا هوياتها المميزة. لذلك، يواصل «البر الرئيسي للصين» بشكل عام استبعاد هذه المناطق، بسبب سياسة «دولة واحدة ونظامان» التي تتبناها الحكومة المركزية لجمهورية الصين الشعبية تجاه المناطق. يستخدم المصطلح أيضًا في المؤشرات الاقتصادية، مثل تقرير التنافسية IMD. غالبًا ما تستخدم وسائل الإعلام الإخبارية الدولية كلمة «الصين» للإشارة فقط إلى البر الرئيسي للصين أو جمهورية الصين الشعبية.

## الاستخدام السياسي

### جمهورية الصين الشعبية

خريطة للمقاطعات والأقاليم والمناطق الصينية وفقًا لتعداد السكان[ما هي؟] بالملايين.

في جمهورية الصين الشعبية، المصطلح内地(«داخلي») غالبًا ما يتناقض مع المصطلح境外(«خارج الحدود») لأشياء خارج منطقة البر الرئيسي. تشمل الأمثلة «إدارة البنوك الممولة من الخارج» (中华人民共和国外资银行管理条例؛中華人民共和國 外資 銀行 管理 條例) أو «تدابير إدارة المكاتب التمثيلية لمؤسسات التأمين الأجنبية».
هاينان هي جزيرة بحرية، وبالتالي فهي ليست جزءًا من البر الرئيسي القاري جغرافيًا، وقد كانت في الواقع تحت سيطرة قوات جمهورية الصين لمدة عام كامل تقريبًا بعد تأسيس جمهورية الصين الشعبية حتى معركة جزيرة هاينان عام 1950. ومع ذلك، فمن الشائع سياسيًا اعتباره جزءًا من البر الرئيسي لأن أنظمة حكومته وأنظمته القانونية والسياسية لا تختلف عن بقية الجمهورية الشعبية داخل البر الرئيسي الجغرافي. ومع ذلك، لا يزال سكان هاينان يشيرون إلى البر الرئيسي الجغرافي على أنه «البر الرئيسي» ويطلقون على سكانه «البر الرئيسي».  في بعض المقاطعات الساحلية مثل قوانغدونغ وفوجيان وجيانغسو، غالبًا ما يطلق الناس على منطقة المقاطعات غير الساحلية في البر الرئيسي للصين «الداخلية» (内地).

### هونغ كونغ وماكاو
هونغ كونغ وماكاو كلاهما إقليمان يتمتعان بالسيادة في جمهورية الصين الشعبية. ومع ذلك، نظرًا لسياسة نظام دولة واحدة اثنان، تحافظ المنطقتان على درجة عالية من الاستقلالية، وبالتالي لا تعتبر جزءًا من الصين القارية.
من الناحية الجيولوجية، ترتبط كل من هونغ كونغ وماكاو بالبر الرئيسي للصين في مناطق معينة (مثل شمال الأقاليم الجديدة). بالإضافة إلى ذلك، فإن الجزر الموجودة داخل هونج كونج (على سبيل المثال جزيرة هونغ كونغ) وماكاو أقرب بكثير إلى البر الرئيسي للصين من تايوان وهاينان، وهما أصغر بكثير.
في هونغ كونغ وماكاو، يتم استخدام المصطلحين "البر الرئيسي للصين" و "البر الرئيسي" بشكل متكرر للأشخاص من المناطق الخاضعة لحكم جمهورية الصين الشعبية (أي ليس تايوان وهونغ كونغ وماكاو). على المدى الصيني Neidi 內地 وهذا يعني البر الرئيسى ترجم الداخلية ولكن لا يزال في اللغة الإنجليزية، يتم تطبيق عادة من قبل مناطق جمهورية الصين الشعبية الإدارية الخاصة الحكومات لتمثيل المناطق غير مناطق جمهورية الصين الشعبية الإدارية الخاصة جمهورية الصين الشعبية، بما في ذلك مقاطعة هاينان والمناطق الساحلية في الصين القارية، مثل "الدستورية وشئون البر الرئيسي  دوائر الهجرة. في ترتيب الشراكة الاقتصادية الأوثق بين البر الرئيسي وهونغ كونغ (وكذلك ترتيب الشراكة الاقتصادية الأوثق بين البر الرئيسي وماكاو)، تستخدم CPG أيضًا الأحرف الصينية内地"الأرض الداخلية"، مع ملاحظة أنها تشير إلى "المنطقة الجمركية للصين".

### جمهورية الصين (تايوان)
في جمهورية الصين، هناك آراء متباينة بشأن حياد مصطلح «الصين القارية». ومع ذلك، يعتبر المصطلح أكثر حيادية إلى حد ما من المصطلحات التاريخية المستخدمة لوصف الأراضي الخاضعة لسيطرة جمهورية الصين الشعبية (التي يقودها بدورها الحزب الشيوعي الصيني).
منذ عام 1949، أشارت جمهورية الصين في تايوان (بقيادة الكومينتانغ / القوميين (KMT / GMD)) إلى الأراضي الواقعة تحت سيطرة الحزب الشيوعي الصيني بعدة أسماء مختلفة، على سبيل المثال «(الأراضي التي يسيطر عليها) قطاع الطرق الشيوعيون»، «منطقة محتلة / غير حرة (من الصين)» (مقابل «المنطقة الحرة لجمهورية الصين»)، «الصين الشيوعية» (على عكس «الصين القومية» أو «الصين الديمقراطية»)، «الصين الحمراء» (على عكس «الصين الزرقاء») و «الصين (منطقة)». في العصر الحديث، يعتبر مصطلح «اللصوص الشيوعيين» بشكل عام تحريضيًا وهجومًا من قبل مؤيدي الكومينتانغ والأحزاب السياسية الأخرى لعموم الأزرق [يعتقد حزب الكومينتانغ والأحزاب الأخرى المتحالفة أن «الصين» تشمل جانبي مضيق تايوان  ] ، لذلك لم يعد يستخدم من قبلهم. وبالمثل، فإن المصطلحات التي تشير ضمنيًا إلى الاحتلال غير القانوني (للبر الرئيسي) أو نية استعادة البر الرئيسي تميل إلى عدم استخدامها من قبل أفراد بان بلو وبان غرين. لذلك، فإن المصطلحين «الصين الشيوعية» أو «الصين القارية» لا يزالان مستخدمين بشكل شائع من قبل التايوانيين (الصينيين) المتحالفين مع إيديولوجيات البان بلو. مرادف إلى حد ما لمصطلح «الصين الشيوعية» هو مصطلح «جمهورية الصين الشعبية (PRC)» (والتي تعتبر إما تشمل هونغ كونغ وماكاو أو لا تشمل، بسبب الارتباك والغموض في أنظمة دولة واحدة). وفي الوقت نفسه، غالبًا ما يتم اختصار مصطلح «الصين القارية» ببساطة إلى «البر الرئيسي» بين المتحدثين باللغة الصينية في تايوان أو من تايوان.
ومع ذلك، فإن تحالف عموم الخضر في تايوان، بقيادة الحزب الديمقراطي التقدمي (DPP) [الحزب التقدمي الديمقراطي والأحزاب الأخرى المتحالفة عادة ما يدعمون استقلال تايوان إلى حد معين] ، يميلون إلى معارضة الاقتراحات بأن تايوان جزء من الصين،  بغض النظر عن دقة الاقتراحات المذكورة. تشير الإشارة إلى الأراضي الواقعة تحت سيطرة الحزب الشيوعي الصيني على أنها «بر الصين الرئيسي» إلى أن تايوان جزء من الصين. وهذا يعني أن مصطلح «الصين القارية» يوحي بأن تايوان «جزيرة تابعة» للصين، وأن تايوان مرتبطة بالصين (إلى حد كبير بالطريقة نفسها التي قد يقول بها المرء أن «كينمن مرتبطة بتايوان»). لذلك، يميل أفراد عموم جرين إلى تفضيل مصطلح «الصين» بدلاً من «الصين القارية»، لأن مصطلح «الصين» يوحي بأن تايوان والصين دولتان منفصلتان. قد يفضل التايوانيون في عموم جرين أيضًا الإشارة إلى الصين باسم «الصين الشيوعية» أو «جمهورية الصين الشعبية» أو «الصين الحمراء». ومع ذلك، تشير هذه المصطلحات إلى وجود «صينيين». يعتقد بعض التايوانيين البان-غرين أن هناك «صينيتان» وأن جمهورية الصين (ROC) وتايوان هما نفس الشيء لذلك سيكونون أكثر ميلًا لاستخدام هذه المصطلحات (مقارنة بمن يعتقدون أن جمهورية الصين) احتلال تايوان بشكل غير قانوني). قد يميل الأفراد في تايوان الذين يتماشون مع إيديولوجيات البان-غرين أكثر إلى الإشارة إلى جمهورية الصين الشعبية على أنها «قطاع الطرق الشيوعيون» أو «منطقة محتلة / غير حرة» (مقارنةً بتلك المتحالفة مع إيديولوجيات عموم بلو)، بسبب وجهات نظرهم السلبية (أو غير المبالية) تجاه الصين القارية والحزب الشيوعي الصيني، على الرغم من أنهم عمومًا لا يعتزمون «استعادة البر الرئيسي».

## شروط أخرى
غالبًا ما تُستخدم الاستخدامات الأخرى للمصطلحات المتعلقة بالجغرافيا حيث يكون الحياد مطلوبًا.
| مبسط صينى | تقليدي صينى | بينيين          | هوكين POJ         | وصف |
| --------- | ----------- | --------------- | ----------------- | --- |
| 海峡两岸  | 海峽兩岸    | Hǎixiá liǎng'àn | هاي كيب ليونغ جان | يمكن ترجمة الشواطئ الطبيعية على جانبي المضيق على أنها "شاطئان".                                                         |
| 两岸关系  | 兩岸關係    | liǎng'àn guānxì | ليونغ جان كوان هو | إشارة إلى مضيق تايوان (العلاقات عبر المضيق، حرفيا "العلاقات بين الجانبين / الشواطئ [من مضيق تايوان ]").                 |
| 两岸三地  | 兩岸三地    | liǎng'àn sāndì  | ليونغ جان سام تي  | امتداد لهذا هو عبارة "شاطئان، ثلاثة أماكن"، مع "ثلاثة أماكن" تعني البر الرئيسي للصين، وتايوان، وإما هونغ كونغ أو ماكاو. |
| 两岸四地  | 兩岸四地    | liǎng'àn sìdì   | ليونغ جان سو تي   | عند الإشارة إلى هونغ كونغ أو ماكاو، أو "شاطئان، أربعة أماكن" عند الإشارة إلى كل من هونغ كونغ وماكاو.                    |

## روابط خارجية
- العلاقات مع هونغ كونغ وماكاو
- العلاقات بين شعوب منطقة تايوان ومنطقة البر الرئيسي
- الملف الاقتصادي للبر الرئيسي للصين في HKTDC